# Мой шумный дом
«Мой шумный дом» (англ. The Loud House) — американский семейный мультсериал компании Nickelodeon Animation Studio, сделанный специально для канала Nickelodeon. На данный момент создано 8 сезонов. Первый показ состоялся 2 мая 2016 года в США. 26 декабря Nickelodeon объявил о продолжении мультсериала на 8 сезон, затем о продолжении мультсериала на 9 сезон.
14 октября 2019 года стартовал показ спин-оффа «Касагранде» в США, продюсером которого также была Карен Малач. 19 февраля Nickelodeon, что спин-офф будет иметь второй сезон, состоящий из 20 эпизодов, ожидаемая премьера — 9 октября 2020 года, в Twitter было заявлено, что данный сезон «Касагранде» будет показываться в начале 2021 году.

## Сюжет
Мультсериал рассказывает о приключениях единственного мальчика в семье, Линкольна, и его 10 сестёр: Лили, Лизы, Лолы, Ланы, Люси, Линн, Луан, Луны, Лени и Лори, живущих в небольшом городке Роял-Вудс (штат Мичиган), воспитывающихся в семье с фамилией Лауд. Каждый день, пока родителей нет дома, у них царит сложная, но весёлая жизнь. Несмотря на то, что герои разные по возрасту и увлечению, у них хорошие отношения, так как Линкольн заботится о сёстрах, и они отвечают нежностью, хотя периодически возникают конфликты. Брат и сёстры не всегда ладят, однако они готовы действовать сплочённо.

## Производство
Мультсериал создан Крисом Савино для канала Nickelodeon. На своём опыте Савино рос в большой семье и он решил показать это в сериале. Поначалу Савино задумывал семью Лаудов с 26 детьми и в виде кроликов, но идею отвергли (тем не менее, идея Лаудов-кроликов была использована в серии 3 сезона «Белый кролик»).
Пять сестёр Линкольна он назвал по именам его сестёр (Лори, Луан, Линн, Лана и Лиза), Луну и Лолу по кличкам его такс. За основу дома Лаудов был взят дом Криса Савино, в котором он провёл всё своё детство.
В 2013 году вышла двухминутная пилотная серия «Bathroom Break!!» для ежегодной программы короткометражек Nickelodeon. В июне 2014 года Nickelodeon объявил, что первый сезон будет состоять из 13 эпизодов, но потом его число увеличили до 26 эпизодов.
Координаторами кастинга в основном мультсериале выступали Эми Зейс (2018—2020 гг.) и Молли Миллер (2016—2018 гг.). Звук мультсериала составлен в формате Dolby Digital 5.1. В течение первых трёх сезонов мультсериал использовал цифровую рисованную анимацию, а с 4 сезона переключился на flash-анимацию.
25 мая 2016 года Nickelodeon объявил, что второй сезон будет состоять из 14 эпизодов. Мультсериал производят собственная студия Криса Савино Chris Savino Productions и Nickelodeon Animation Studio. Анимация создаётся в канадской анимационной компании Jam Filled Entertainment.
28 марта 2017 года президент компании Paramount Pictures Марк Эванс объявил о том, что в начале февраля 2020 года будет выпущен фильм, основанный на этом мультсериале.
17 октября 2017 года новостной анимационный сайт «Cartoon Brew» сообщил, что Савино был отстранён от «Nickelodeon Animation Studio» из-за обвинений в сексуальных домогательствах, сказав, что слухи о поведении Савино существовали «не менее 10 лет». 19 октября пресс-секретарь Nickelodeon подтвердил увольнение Савино, отметив то, что сам мультсериал продолжит производство, несмотря на отсутствие Криса. 23 октября Савино дал свой комментарий по поводу своего увольнения, где сказал, что «очень сожалеет» о своих действиях. 30 мая 2018 года Савино отстранили от объединения художников-мультипликаторов «The Animation Guild, I.A.T.S.E. Local 839» на один год. 11 октября 2019 года Кристина Пучелли, актриса озвучивающая Луан Лауд, заявила что производство 4 сезона завершилось и начато производство 5 сезона.
3 июля 2018 года вышла книга Arcade or Bust!, первое издание было под редакцией издательства Random House.
19 февраля 2020 года спин-офф «Касагранде» обновлён на 2-й сезон. В эту же дату было заявлено, что на основе основного мультфильма выйдёт фильм с живыми актёрами, произведённый для показа по телевидению, которой посвящён Рождеству. Хотя было заявлено что фильм выйдет в 2020 году, на октябрь 2020 года не было никаких заявлений о актёрском составе фильма.
3 ноября 2022 года Nickelodeon выпустил сериал с живыми актёрами по мотивам мультсериала, под названием «Реально шумный дом».

## Персонажи

### Персонажи семьи Лауд
- Линкольн Альберт Лауд (англ. Lincoln Albert Loud) (озвучивает Грант Палмер (1 сезон 1 серия — 1 сезон 22 серия), Колин Дин (1 сезон 23 серия — 3 сезон 18 серия), Текс Хэммонд (3 сезон 19 серия — 4 сезон 22 серия), Ашер Бишоп (4 сезон 23 серия — отдельные серии 6 сезона), Бентли Гриффин (6 сезон 5 серия — наст. время) — главный герой, единственный мальчик в семье. Он любит читать комиксы, часто общается со зрителями, ломая четвёртую стену. Он очень творческий, рассудительный, и находчивый. Способен отыскать любой подход к каждой сестре. Ему 11 лет[12]. Согласно указанному в постах от Nickelodeon — на страницах мультфильма в Instagram и Facebook, любимый предмет героя в школе психология, он любит пиццу, а также ему нравятся некоторые музыкальные записи Луны.
- Лори Лауд (англ. Lori Loud) (озвучивает Катрин Табер[англ.]) — старшая дочь в семье, ей 17 лет[13]. По отношению к младшим сёстрам и брату ведёт себя, как начальница, и в то же время беззаветно любит их. Постоянно болтает по телефону со своим парнем Бобби, увлекается гольфом. Очень часто говорит слово «буквально». Героиня хочет стать генеральным директором значимой корпорации. Во 2 сезоне фанатам показано на фотографии, что Лори носила свою характерную одежду ещё до старта мультсериала — когда Линкольн был карапузом.
- Лени Лауд (англ. Leni Loud) (озвучивает Лилиана Муми) — типичная красотка, добрая, но глупая и несообразительная. Любит читать журналы о моде. Она начинающий дизайнер одежды и работает в магазине одежды. Ей 16 лет[14].
- Луна Лауд (англ. Luna Loud) (озвучивает Ника Футтерман) — начинающий рок-музыкант. Интересуется роком, сценой, и фристайлом. Очень талантливая и продуктивная. Играет на электрогитаре, барабане, и других инструментах. Луне 15 лет[15].
- Луан Лауд (англ. Luan Loud) (озвучивает Кристина Пучелли[англ.]) — 14-летняя сестра[16] Линкольна и начинающий комик. Любит шутить и прикалывается над другими. Любит устраивать розыгрыши и рассказывать шутки которые сёстры и брат порой не понимают. Носит брекеты. Желает стать комиком с детства. Ещё Луан любит каждый год организовывать розыгрыши на 1 апреля «День смеха», который не может обойтись без шуток и приколов Луан над всей семьёй Лауд.
- Линн Лауд-младшая (англ. Lynn Loud) (озвучивает Джессика Ди Чикко) — 13-летняя сестра[17] Линкольна. Спортсменка, любит различного рода активности и виды спорта. Всё решает кулаками. В 3 сезоне выяснилось, что до старта мультсериала она стала такой жёсткой из-за проблем в средней школе, ведь героине сильно не везло в данной обстановке и другие школьники усмехались над героиней.
- Люси Лауд (англ. Lucy Loud) (озвучивает Джессика Ди Чикко) — 8-летняя сестра[18] Линкольна, циничная и невозмутимая девочка-гот. Носит чёрное, увлекается мрачной поэзией и готикой. Не боится смотреть ужастики. В некоторых сериях неожиданно появляется из ниоткуда и пугает всех.
- Лана Лауд (англ. Lana Loud) (озвучивает Грей Делайл) — 6-летняя сестра[19] Линкольна, и сестра-близнец Лолы. Она сорванец. Одевается как мальчишка и любит животных. Она механик, часто ходящая чумазой. Любит жвачку. Она не очень хорошо шьёт, как доказано во 2-м сезоне, позднее поклонники мультфильма узнают, что она боится, что Линкольн прекратит её любить.
- Лола Лауд (англ. Lola Loud) (озвучивает Грей Делайл) — 6-летняя сестра[19] Линкольна, и сестра-близнец Ланы, полная её противоположность, начинающая модель. Героиня считается зазнайкой, ведь она имеет привычку нахваливать себя, тем не менее в более поздних сериях показано, что она сострадательная. В одной из серий третьего сезона проявляла чувство сомнения в своих возможностях, из-за чего притворилась больной, однако к концу серии восприняла свою неудачу нейтрально, что характеризует героиню как психологически решительную, но иногда волнительную девочку.
- Лиза Мари Лауд (англ. Lisa Marie Loud) (озвучивает Лара Джилл Миллер[англ.]) — 4-летняя сестра[20] Линкольна, учёный. Шепелявит. Героиня менее дурашливая чем большинство её родственников, однако ей нравятся их проказы, просто она не выражает это своим поведением. В 1 сезоне сказано что она выступает как педагог для всех своих сестёр, в более поздних сериях фанаты узнают что Лиза любит рэп, до этого также упомянуто что ей необходимо носить вставную челюсть после катастрофического эксперимента.
- Лили Лауд (англ. Lily Loud) (озвучивает Грей Делайл) — сестра Линкольна, самая младшая сестра: до 5 сезона ей год и 3 месяца, с 5: 2 года. Она учится говорить, пока может сказать только «Кака», пусть в 5 сезоне показано, что она разговаривает в очевидно неккоректных предложениях, ввиду это доказывается о незнании героиней грамматических правил, что обусловлено очень юным возрастом героини. Более того, в 3 сезоне была эпизодическая, но релевантная для повествования серии сцена, где Лили журит Лори, иными словами произносит свою коронную фразу с обидой.
- Линн Лауд-старший[21] (англ. Lynn Loud Sr.) (озвучивает Брайан Степанек) — отец семейства Лаудов. Увлечён кулинарией, боязливый — в частности в отношении Хэллоуина. С 3 сезона владелец собственного ресторана, в котором он же шеф-повар.
- Рита Лауд (англ. Rita Loud) (озвучивает Джилл Тэлли) — мать семейства Лаудов. Работает помощником стоматолога. В одной из серий 3 сезона была против жульничества Линкольна, так как мальчик отмазывался от проектов, данных ему самому в школе и заслужил одобрение, благодаря своему жульничеству, тем не менее она его любит.

## Обзор сезонов
| Сезон | Сезон | Количество эпизодов | Количество серий | Показ (Nickelodeon)             | Показ (Nickelodeon) |
| Сезон | Сезон | Количество эпизодов | Количество серий | США                             |                     |
| ----- | ----- | ------------------- | ---------------- | ------------------------------- | ------------------- |
|       | 1     | 26                  | 52               | 2 мая 2016 — 8 ноября 2016      |                     |
|       | 2     | 26                  | 49               | 9 ноября 2016 — 1 декабря 2017  |                     |
|       | 3     | 26                  | 48               | 19 января 2018 — 7 марта 2019   |                     |
|       | 4     | 26                  | 50               | 27 мая 2019 — 23 июля 2020      |                     |
|       | 5     | 26                  | 48               | 11 сентября 2020 — 4 марта 2022 |                     |
|       | 6     | 26                  | 49               | 11 марта 2022 — 16 мая 2023     |                     |
|       | 7     | 20                  | 38               | 17 мая 2023 — 6 июня 2024       |                     |
|       | 8     | 13                  | 22               | 10 июня 2024 — 25 июля 2025     |                     |
|       | 9     | 13                  | 25               | 1 августа 2025 — н.в.           |                     |
|       | 10    | 13                  | ТВА              | 8 августа 2025 — н.в.           |                     |

## Список серий

### Первый сезон (2016)
| №  | Название                                                | Автор(ы) сценария                             | Режиссёр(ы)               | Показ в США                       | Произв. код |
| -- | ------------------------------------------------------- | --------------------------------------------- | ------------------------- | --------------------------------- | ----------- |
| 1  | «Одни в темноте» «Вот, что я скажу»                     | Крис Савино Алек Швиммер                      | Крис Савино               | 2 мая 2016                        | 101         |
| 2  | «Сестрошторм» «Попасть на полку»                        | Ава Трэмер Карла Сакас Шропшир                | Крис Савино               | 3 мая 2016                        | 102         |
| 3  | «Блондинка за рулём» «Без риска нет славы»              | Карла Сакас Шропшир Хэйли Манчини             | Крис Савино               | 9 мая 2016 10 мая 2016            | 103         |
| 4  | «Милое местечко» «Столовые приколы»                     | Кевин Салливан Майкл Рубинер                  | Крис Савино               | 6 мая 2016                        | 104         |
| 5  | «Проект "Дом Лаудов"» «Палаточный парламент»            | Крис Савино, Майкл Рубинер Боб Миттенталь     | Крис Савино               | 5 мая 2016                        | 105         |
| 6  | «Звук тишины» «Пришелец в комнате»                      | Майкл Рубинер Крис Савино                     | Крис Савино               | 19 мая 2016 20 мая 2016           | 106         |
| 7  | «Совершенный снимок» «Бельевое безумие»                 | Скотт Крэмер Алек Швиммер                     | Крис Савино               | 11 мая 2016 12 мая 2016           | 107         |
| 8  | «Заплыв Линкольна» «Меняем ребёнка»                     | Карла Сакас Шропшир Алек Швиммер              | Крис Савино               | 13 мая 2016 18 мая 2016           | 108         |
| 9  | «Мгновенный успех» «Семейные узы»                       | Кевин Салливан Карла Сакас Шропшир            | Крис Савино               | 20 июля 2016 7 мая 2016           | 109         |
| 10 | «Дарёный конь» «Преступление или наказание»             | Майкл Рубинер Уитни Ветта, Сэмми Кроули       | Крис Савино               | 16 мая 2016 17 мая 2016           | 110         |
| 11 | «Эффект бабочки» «Зелёный дом»                          | Кевин Салливан Боб Миттенталь                 | Крис Савино               | 9 июня 2016 8 июня 2016           | 111         |
| 12 | «А вот и сестра» «Уборка и мир»                         | Карла Сакас Шропшир Алек Швиммер              | Крис Савино               | 4 мая 2016                        | 112         |
| 13 | «…И грянул рок!» «Этот громкий, громкий, громкий дом»   | Алек Швиммер Крис Савино                      | Крис Савино               | 6 июня 2016 10 июня 2016          | 113         |
| 14 | «Жабы и тиары» «Два мальчика и младенец»                | Уитни Ветта, Сэмми Кроули Карла Сакас Шропшир | Крис Савино               | 21 июля 2016 19 июля 2016         | 114         |
| 15 | «Сёстры под прикрытием» «Спасти свидание»               | Шила Шринивас Карла Сакас Шропшир             | Крис Савино               | 1 августа 2016 4 августа 2016     | 115         |
| 16 | «Дефицит внимания» «На лимузине»                        | Кевин Салливан Алек Швиммер                   | Крис Савино               | 3 августа 2016 2 августа 2016     | 116         |
| 17 | «Домашний концерт» «Свежая идея»                        | Кевин Салливан Алек Швиммер                   | Крис Савино               | 18 июля 2016 22 июля 2016         | 117         |
| 18 | «Правила первого апреля» «Охотник за хлопьями»          | Сэмми Кроули, Уитни Ветта Карла Сакас Шропшир | Крис Савино               | 23 сентября 2016 18 октября 2016  | 118         |
| 19 | «Линкольн Лауд: гуру по девчонкам» «Большая распродажа» | Уитни Ветта, Сэмми Кроули Шила Шринивас       | Крис Савино               | 13 сентября 2016 12 сентября 2016 | 119         |
| 20 | «Стать круче» «Выжидательная тактика»                   | Карла Сакас Шропшир Кевин Салливан            | Крис Савино               | 14 сентября 2016 15 сентября 2016 | 120         |
| 21 | «Гол Лауда» «Чистая сделка»                             | Боб Миттенталь Карла Сакас Шропшир            | Крис Савино               | 16 сентября 2016 19 октября 2016  | 121         |
| 22 | «Танцуй, брат, танцуй!» «Памятная ярмарка»              | Алек Швиммер Кевин Салливан                   | Крис Савино               | 19 сентября 2016 20 сентября 2016 | 122         |
| 23 | «Один среди мальчиков» «Ябеда-корябеда»                 | Кевин Салливан Сэмми Кроули, Уитни Ветта      | Крис Савино               | 17 октября 2016 21 сентября 2016  | 123         |
| 24 | «Цирк, да и только» «Уставшие от снега»                 | Карла Сакас Шропшир Уитни Ветта, Сэмми Кроули | Крис Савино               | 7 ноября 2016 8 ноября 2016       | 124         |
| 25 | «Цена билета в кино» «Чума на дом Лаудов»               | Шила Шринивас Алек Швиммер                    | Крис Савино, Кайл Маршалл | 15 октября 2016                   | 125         |
| 26 | «Учитель просто класс» «Дом вверх дном»                 | Майкл Рубинер Карла Сакас Шропшир             | Крис Савино               | 20 октября 2016 22 сентября 2016  | 126         |

### Второй сезон (2016—2017)
| №  | Название                                       | Автор(ы) сценария                             | Режиссёр(ы)                           | Показ в США                       | Произв. код |
| -- | ---------------------------------------------- | --------------------------------------------- | ------------------------------------- | --------------------------------- | ----------- |
| 27 | «12 фишек Рождества Лаудов»                    | Сэмми Кроули, Уитни Ветта, Кевин Салливан     | Крис Савино                           | 25 ноября 2016                    | 201         |
| 28 | «Хорошему не научат» «Старики-разбойники»      | Боб Миттенталь Алек Швиммер                   | Крис Савино Крис Савино, Кайл Маршалл | 9 ноября 2016 10 ноября 2016      | 202         |
| 29 | «Детские шажки» «Скандал в семействе»          | Карла Сакас Шропшир Кевин Салливан            | Крис Савино                           | 10 января 2017 11 января 2017     | 203         |
| 30 | «Беда в отеле» «Чёрный цвет возвращается»      | Сэмми Кроули, Уитни Ветта Глория Шен          | Крис Савино                           | 9 января 2017 12 января 2017      | 204         |
| 31 | «Вундеркинд рулит» «Фургзилла против Вероники» | Алек Швиммер Кевин Салливан                   | Крис Савино Крис Савино, Кайл Маршалл | 24 февраля 2017 23 февраля 2017   | 205         |
| 32 | «Нашивки и печеньки» «Всех обманул»            | Карла Сакас Шропшир Уитни Ветта, Сэмми Кроули | Крис Савино, Кайл Маршалл Крис Савино | 15 марта 2017 16 марта 2017       | 206         |
| 33 | «Лауды в осаде» «Вся жизнь в альбоме»          | Боб Миттенталь Глория Шен                     | Крис Савино                           | 22 февраля 2017 21 февраля 2017   | 207         |
| 34 | «Талисман неудачи» «Побег из лягушатника»      | Карла Сакас Шропшир Кевин Салливан            | Крис Савино Кайл Маршалл              | 13 марта 2017 14 марта 2017       | 208         |
| 35 | «Список желаний» «Да будет вечеринка!»         | Уитни Ветта, Сэмми Кроули Эрик Акоста         | Крис Савино                           | 10 апреля 2017 11 апреля 2017     | 209         |
| 36 | «Сборная солянка» «Яичные войны»               | Джейкоб Флейшер Карла Сакас Шропшир           | Крис Савино                           | 12 апреля 2017 13 апреля 2017     | 210         |
| 37 | «Криминальные комиксы» «Питомцы не промах»     | Карла Сакас Шропшир Кевин Салливан            | Кайл Маршалл Крис Савино              | 14 апреля 2017 15 мая 2017        | 211         |
| 38 | «Испорченный ребёнок» «Л значит Любовь»        | Майкл Рубинер Кевин Салливан                  | Крис Савино                           | 14 июня 2017 15 июня 2017         | 212         |
| 39 | «Чумовые родичи»                               | Сэмми Кроули, Дэниэл Домингес, Уитни Ветта    | Крис Савино                           | 29 мая 2017                       | 213         |
| 40 | «Не в фокусе» «Комнатный передел»              | Мэтт Брэйли Сэмми Кроули, Уитни Ветта         | Крис Савино Кайл Маршалл              | 16 мая 2017 17 мая 2017           | 214         |
| 41 | «Пережить расставание» «Заклинание семейства»  | Эрик Акоста Карла Сакас Шропшир               | Крис Савино                           | 12 июня 2017 18 мая 2017          | 215         |
| 42 | «С первым апреля!» «Карьерный скачок»          | Уитни Ветта, Сэмми Кроули Кевин Салливан      | Крис Савино                           | 13 июня 2017 25 июля 2017         | 216         |
| 43 | «ARGGH! You for Real?» «От-гараживание»        | Эрик Акоста Боб Миттенталь                    | Крис Савино Кайл Маршалл              | 24 июля 2017                      | 217         |
| 44 | «Сердечный дрейф» «Health Kicked»              | Карла Сакас Шропшир Кевин Салливан            | Кайл Маршалл Крис Савино              | 26 июля 2017 27 июля 2017         | 218         |
| 45 | «Будущее бремя» «Чемпион всего на свете»       | Эрик Акоста Сэмми Кроули, Уитни Ветта         | Крис Савино                           | 18 сентября 2017 28 июля 2017     | 219         |
| 46 | «Мастер убеждения» «Друг или двойка?»          | Алан Джей Ван Дайк Карла Сакас Шропшир        | Крис Савино Кайл Маршалл              | 19 сентября 2017 20 сентября 2017 | 220         |
| 47 | «Это вам не шутки» «Без спойлеров»             | Кевин Салливан Эрик Акоста                    | Крис Савино                           | 21 сентября 2017 16 октября 2017  | 221         |
| 48 | «Легенды» «Охота на сестёр»                    | Уитни Ветта, Сэмми Кроули Джейкоб Флейшер     | Крис Савино Кайл Маршалл              | 11 ноября 2017                    | 222         |
| 49 | «Читай, шуми» «Как не родной»                  | Карла Сакас Шропшир Эрик Акоста               | Крис Савино                           | 17 октября 2017 18 октября 2017   | 223         |
| 50 | «Сладкая гадость!»                             | Кевин Салливан, Уитни Ветта, Сэмми Кроули     | Крис Савино                           | 13 октября 2017                   | 224         |
| 51 | «Плакса» «Выпал из жизни»                      | Алан Джей Ван Дайк Карла Сакас Шропшир        | Кайл Маршалл Крис Савино              | 24 ноября 2017                    | 225         |
| 52 | «Снежный плен» «Скатился»                      | Карла Сакас Шропшир Кевин Салливан            | Кайл Маршалл Крис Савино              | 1 декабря 2017                    | 226         |

### Третий сезон (2018—2019)
| №  | Название                                            | Автор(ы) сценария                             | Режиссёр(ы)                            | Показ в США                       | Произв. код |
| -- | --------------------------------------------------- | --------------------------------------------- | -------------------------------------- | --------------------------------- | ----------- |
| 53 | «Путешествие!»                                      | Сэмми Кроули, Уитни Ветта, Кевин Салливан     | Кайл Маршалл, Крис Савино              | 25 июня 2018                      | 301         |
| 54 | «Белый кролик» «Бабуля на гастролях»                | Крис Савино Сэмми Кроули, Уитни Ветта         | Крис Савино                            | 2 февраля 2018                    | 302         |
| 55 | «Дорога в никуда» «Холодильнее, чем нужно»          | Боб Миттенталь Джефф Сэйерс                   | Кайл Маршалл                           | 19 января 2018                    | 303         |
| 56 | «Как улучшить селфи» «Домашнее обучение»            | Карла Сакас Шропшир Алан Джей Ван Дайк        | Аманда Ринда Крис Савино               | 26 января 2018                    | 304         |
| 57 | «Городские пижоны» «Двойной обман»                  | Кевин Салливан Сэмми Кроули, Уитни Ветта      | Кайл Маршалл, Крис Савино Кайл Маршалл | 9 февраля 2018                    | 305         |
| 58 | «Бросок в никуда» «Медные трубы»                    | Джошуа Хоскисон Боб Миттенталь                | Кайл Маршалл, Крис Савино Кайл Маршалл | 9 марта 2018 16 марта 2018        | 306         |
| 59 | «Фандомные боли» «Право на отдых»                   | Карла Сакас Шропшир Сэмми Кроули, Уитни Ветта | Кайл Маршалл, Крис Савино              | 30 марта 2018 6 апреля 2018       | 307         |
| 60 | «Учительский профсоюз» «Поэтическое волнение»       | Кевин Салливан Эби Вурдеман, Фил Вурдеман     | Кайл Маршалл Кайл Маршалл, Крис Савино | 13 апреля 2018 4 июня 2018        | 308         |
| 61 | «Чокнутый учёный» «Утерянная связь»                 | Джефф Сэйерс Карла Сакас Шропшир              | Кайл Маршалл, Крис Савино              | 5 июня 2018 20 сентября 2018      | 309         |
| 62 | «Исключите меня» «Дружеское безумие»                | Сэмми Кроули, Уитни Ветта Кевин Салливан      | Кайл Маршалл Кайл Маршалл, Крис Савино | 6 июня 2018 7 июня 2018           | 310         |
| 63 | «Ночёвка на пастбище» «Девушка на распродаже»       | Джон Маккиннон, Кайл Маршалл Шила Шринивас    | Кайл Маршалл Кайл Маршалл, Крис Савино | 26 июня 2018                      | 311         |
| 64 | «Не твой уровень» «Во все папские»                  | Карла Сакас Шропшир Кевин Салливан            | Кайл Маршалл, Крис Савино Кайл Маршалл | 1 августа 2018 30 июля 2018       | 312         |
| 65 | «Жестокие люди» «Что бы сделал Линкольн?»           | Сэмми Кроули, Уитни Ветта Боб Миттенталь      | Кайл Маршалл, Крис Савино              | 28 июня 2018 27 июня 2018         | 313         |
| 66 | «Весы правосудия» «Преступление против моды»        | Джефф Сэйерс Карла Сакас Шропшир              | Кайл Маршалл                           | 20 июля 2018                      | 314         |
| 67 | «За неимением лучшего» «Стань звездой моего сердца» | Кевин Салливан Сэмми Кроули, Уитни Ветта      | Кайл Маршалл Аманда Ринда              | 31 июля 2018 2 августа 2018       | 315         |
| 68 | «Супернянька» «Шпионы, что меня любили»             | Майкл Рубинер Шила Шринивас                   | Кайл Маршалл                           | 18 сентября 2018 19 сентября 2018 | 316         |
| 69 | «Наша громкая музыка»                               | Карла Сакас Шропшир, Кевин Салливан           | Кайл Маршалл                           | 23 ноября 2018                    | 317         |
| 70 | «Дом вранья» «Игроки»                               | Сэмми Кроули, Уитни Ветта Джефф Сэйерс        | Дэрин Макгован Кайл Маршалл            | 17 сентября 2018                  | 318         |
| 71 | «Все любят Лени» «Среднеклассники»                  | Шила Шринивас Карла Сакас Шропшир             | Кайл Маршалл                           | 9 октября 2018 10 октября 2018    | 319         |
| 72 | «Ужас» «Кукла-обличитель»                           | Кевин Салливан Сэмми Кроули                   | Кайл Маршалл                           | 11 октября 2018 12 октября 2018   | 320         |
| 73 | «Шумный день благодарения»                          | Джефф Сэйерс, Шила Шринивас                   | Кайл Маршалл                           | 12 ноября 2018                    | 321         |
| 74 | «Приступ непредсказуемости» «Ударные амбиции»       | Карла Сакас Шропшир Боб Миттенталь            | Кайл Маршалл                           | 4 февраля 2019 5 февраля 2019     | 322         |
| 75 | «Дом любимчиков» «Герой на час»                     | Уитни Ветта Шила Шринивас                     | Кайл Маршалл, Мигель Пуга Кайл Маршалл | 6 февраля 2019 7 февраля 2019     | 323         |
| 76 | «Писательские штучки» «Racing Hearts»»              | Карла Сакас Шропшир Кевин Салливан            | Кайл Маршалл                           | 4 марта 2019 5 марта 2019         | 324         |
| 77 | «Сценическая лихорадка» «Устаревший друг»           | Кевин Салливан Джефф Сэйерс                   | Аманда Ринда Кайл Маршалл              | 6 марта 2019 7 марта 2019         | 325         |
| 78 | «Готово!»                                           | Сэмми Кроули, Уитни Ветта                     | Кайл Маршалл                           | 18 февраля 2019                   | 326         |

### Четвёртый сезон (2019—2020)
| №   | Название                                                         | Автор(ы) сценария                           | Режиссёр(ы)                                     | Показ в США                   | Произв. код |
| --- | ---------------------------------------------------------------- | ------------------------------------------- | ----------------------------------------------- | ----------------------------- | ----------- |
| 79  | «Дружба с Касагранде»                                            | Карла Сакас Шропшир, Кевин Салливан         | Кайл Маршалл                                    | 27 мая 2019                   | 401         |
| 80  | «Экономия у Касагранде» «Жизненное пространство Касагранде»      | Розмари Контрерас Сэмми Кроули              | Кайл Маршалл                                    | 10 июня 2019 11 июня 2019     | 402         |
| 81  | «Ролевая модель Касагранде» «Любимое шоу Касагранде»             | Ланс Винери Линда Иветт Чавес               | Кайл Маршалл Мигель Пуга                        | 12 июня 2019 13 июня 2019     | 403         |
| 82  | «Музицируйте с Касагранде» «Памятные розыгрыши семьи Касагранде» | Лало Алькарас Уитни Ветта                   | Мигель Пуга Кайл Маршалл                        | 17 июня 2019 18 июня 2019     | 404         |
| 83  | «Магазинные войны с Касагранде» «Спортивные страсти Касагранде»  | Шила Шринивас Кэти Маттила                  | Кайл Маршалл Мигель Пуга                        | 19 июня 2019 20 июня 2019     | 405         |
| 84  | «Робинзоны» «Рецепт катастрофы»                                  | Карла Сакас Шропшир Кевин Салливан          | Кайл Маршалл                                    | 15 июля 2019 16 июля 2019     | 406         |
| 85  | «Подарочная лихорадка» «Миссия "мороженое"»                      | Сэмми Кроули Шила Шринивас                  | Дэрин Макгован Кайл Маршалл                     | 17 июля 2019 18 июля 2019     | 407         |
| 86  | «Ждём, не дождёмся» «Собачья элита»                              | Уитни Ветта Карла Сакас Шропшир             | Кайл Маршалл, Джессика Боруцки Кайл Маршалл     | 26 октября 2019               | 408         |
| 87  | «Влюблённые пташки» «Астронавты-любители»»                       | Кевин Салливан Сэмми Кроули                 | Кайл Маршалл Джессика Боруцки                   | 2 ноября 2019                 | 409         |
| 88  | «Ужасная ошибка» «Вожак стаи»                                    | Уитни Ветта Байрон Докинс                   | Дэрин Макгован Джессика Боруцки                 | 2 сентября 2019               | 410         |
| 89  | «Страшные сказки» «Последний Лауд на земле»»                     | Карла Сакас Шропшир Кевин Салливан          | Джессика Боруцки Кайл Маршалл                   | 19 октября 2019               | 411         |
| 90  | ««Никак не успеть» «Война с прыщами»                             | Эндрю Брукс Кэти Маттила                    | Джессика Боруцки                                | 9 ноября 2019                 | 412         |
| 91  | «Короли конвента»                                                | Сэмми Кроули, Уитни Ветта                   | Кайл Маршалл                                    | 14 октября 2019               | 413         |
| 92  | «Болельщики» «Старость — не радость»                             | Кевин Салливан Сэмми Кроули                 | Джессика Боруцки                                | 16 ноября 2019                | 414         |
| 93  | «Exchange of heart » «Необщественная работа»                     | Уитни Ветта Карла Сакас Шропшир             | Кайл Маршалл Джессика Боруцки, Джордан Розато   | 25 января 2020                | 415         |
| 94  | «Что-нибудь одно» «Конец игры»                                   | Кэти Маттила Сэмми Кроули                   | Дэрин Макгован Кайл Маршалл                     | 1 февраля 2020                | 416         |
| 95  | «Проба пера» «Purrfect Gig»                                      | Кевин Салливан Байрон Докинс                | Джессика Боруцки                                | 27 апреля 2020 29 апреля 2020 | 417         |
| 96  | «Без пары» «Последний танец»                                     | Карла Сакас Шропшир Кэти Маттила            | Кайл Маршалл Джессика Боруцки                   | 15 февраля 2020               | 418         |
| 97  | «Притворщицы» «Дом для Флипа»                                    | Кевин Салливан Кайл Маршалл, Джон Маккиннон | Дэрин Макгован, Кайл Маршалл Кайл Маршалл       | 11 мая 2020 12 мая 2020       | 419         |
| 98  | «Не забывай меня» «Крутые кексы»                                 | Сэмми Кроули Карла Сакас Шропшир            | Джессика Боруцки                                | 13 мая 2020 14 мая 2020       | 420         |
| 99  | «По тонкому льду» «Барахляндия»                                  | Джефф Сэйерс Кэти Маттила                   | Кайл Маршалл Кайл Маршалл, Эри Кастлтон         | 8 июня 2020 9 июня 2020       | 421         |
| 100 | «Падение звезды» «Выпускной»                                     | Байрон Докинс Сэмми Кроули                  | Джессика Боруцки Дэрин Макгован, Кайл Маршалл   | 10 июня 2020 11 июня 2020     | 422         |
| 101 | «Гоночный уговор» «Семейное пиршество»                           | Чарли Ньюнер Джефф Сэйерс                   | Эри Кастлтон Кайл Маршалл, Джордан Кох          | 17 июня 2020 16 мая 2020      | 423         |
| 102 | «Сказки тёмной ночью» «Песочный переполох»                       | Сэмми Кроули Джефф Сэйерс                   | Джессика Боруцки, Кайл Маршалл Джессика Боруцки | 16 мая 2020 15 июня 2020      | 424         |
| 103 | «Не слабо вам на "на слабо"?» «Расследование»                    | Джошуа Хоскисон Карла Сакас Шропшир         | Дэрин Макгован Эри Кастлтон                     | 20 июля 2020 21 июля 2020     | 425         |
| 104 | «Друзья познаются везде» «Автогрёзы»                             | Джефф Сэйерс Кэти Маттила                   | Джессика Боруцки                                | 22 июля 2020 23 июля 2020     | 426         |

### Пятый сезон (2020—2022)
| №      | Название                                        | Автор(ы) сценария                                      | Режиссёр(ы)                                  | Показ в США                     | Произв. код |
| ------ | ----------------------------------------------- | ------------------------------------------------------ | -------------------------------------------- | ------------------------------- | ----------- |
| 105106 | «Снова в школу!»                                | Уитни Ветта, Байрон Докинс, Кэти Маттила, Джефф Сэйерс | Кайл Маршалл, Джессика Боруцки               | 11 сентября 2020                | 501/502     |
| 107    | «Подходящий босс» «Лауды налаживают контакт»    | Дэнни Уоррен Байрон Докинс                             | Эри Кастлтон Джессика Боруцки                | 18 сентября 2020                | 503         |
| 108    | «Битва вечеринок» «Зёрнышко правды»             | Эндрю Брукс Кэти Маттила                               | Эри Кастлтон Кайл Маршалл                    | 25 сентября 2020                | 504         |
| 109    | «Охотники на призраков»                         | Джефф Сэйерс, Дэнни Уоррен                             | Джессика Боруцки                             | 9 октября 2020                  | 505         |
| 110    | «Ослеплённые наукой» «Когда мы вместе»          | Джефф Сэйерс Байрон Докинс                             | Джессика Боруцки Эри Кастлтон                | 16 октября 2020                 | 506         |
| 111    | «Мальчик-лепёшка» «Спасённые заклинанием»       | Кэти Маттила Джошуа Хоскисон                           | Кайл Маршалл, Джаред Морган Джессика Боруцки | 22 января 2021                  | 507         |
| 112    | «Подмена обмена» «Колядки Флипа»»               | Дэнни Уоррен Байрон Докинс                             | Эри Кастлтон Кайл Маршалл                    | 5 декабря 2020                  | 508         |
| 113    | «Нет автобуса, нет хлопот» «Номерной переполох» | Эндрю Брукс Кэти Маттила                               | Эри Кастлтон Джессика Боруцки                | 29 января 2021                  | 509         |
| 114    | «Молчание Луан» «Мама под прикрытием»           | Уитни Ветта Джефф Сэйерс                               | Джессика Боруцки                             | 26 марта 2021                   | 510         |
| 115    | «Школа шока» «Избранная»                        | Дэнни Уоррен Байрон Докинс                             | Кайл Маршалл                                 | 5 февраля 2021                  | 511         |
| 116    | «Атака Зака» «Улетное соло»»                    | Кэти Маттила Уитни Ветта                               | Джессика Боруцки Кайл Маршалл                | 8 февраля 2021                  | 512         |
| 117    | «Нервы на пределе» «Брилианты не навсегда»      | Дэнни Уоррен Джефф Сэйерс                              | Джессика Боруцки                             | 7 мая 2021                      | 513         |
| 118    | «Ходят слухи» «Дрессировочный день»             | Байрон Докинс Уитни Ветта                              | Кайл Маршалл, Патрик Пакула Джессика Боруцки | 14 мая 2021                     | 514         |
| 119    | «Режиссёрские будни» «Пятничные схватки»        | Кэти Маттила Джефф Сэйерс                              | Кайл Маршалл                                 | 21 мая 2021                     | 515         |
| 120    | «Незваные гости» «Лола — просто жуть!»          | Дэнни Уоррен Байрон Докинс                             | Джессика Боруцки                             | 28 мая 2021                     | 516         |
| 121    | «Много добавки из ничего» «Блюз в прямом эфире» | Эндрю Брукс Кэтти Маттила                              | Патрик Пакула Джессика Боруцки               | 27 августа 2021                 | 517         |
| 122    | «Лагерь!»                                       | Джефф Сэйерс, Дэнни Уоррен                             | Кайл Маршалл, Патрик Пакула                  | 31 мая 2021                     | 518         |
| 123    | «Папина репутация» «Внедрение в кошмар»         | Байрон Докинс Эндрю Брукс                              | Джессика Боруцки Патрик Пакула               | 16 июля 2021 27 августа 2021    | 519         |
| 124    | «Лучшие в проигрыше» «Зверинец»                 | Кэти Маттила Джефф Сэйерс                              | Джессика Боруцки Патрик Пакула               | 11 декабря 2021 29 октября 2021 | 520         |
| 125    | «Деньки Лори» «Последний Мик»                   | Дэнни Уоррен Алек Швиммер                              | Джессика Боруцки Патрик Пакула               | 27 августа 2021 16 июля 2021    | 521         |
| 126    | «Семья, но не моя» «Погром на ферме»            | Байрон Докинс Кэти Маттила                             | Джессика Боруцки Патрик Пакула               | 5 ноября 2021                   | 522         |
| 127    | «Поварская обида» «Дом на продажу»              | Джефф Сэйерс Байрон Докинс                             | Джессика Боруцки Патрик Пакула               | 12 ноября 2021                  | 523         |
| 128    | «Нужен кусь» «Костяное хвастовство»             | Лия Лонгория Джефф Сэйерс                              | Патрик Пакула                                | 15 октября 2021 26 ноября 2021  | 524         |
| 129    | «Runaway McBride» «Закатные детективы»          | Кэти Маттила Уитни Ветта                               | Джессика Боруцки                             | 4 марта 2022                    | 525         |
| 130    | «Аппетит к разрушению» «Виновен!»               | Дэнни Уоррен Байрон Докинс                             | Джессика Боруцки Патрик Пакула               | 16 января 2022                  | 526         |

### Шестой сезон (2022—2023)
| №   | Название                                        | Автор(ы) сценария                                 | Режиссёр(ы)                                   | Показ в США                  | Показ на NickToons                | Произв. код |
| --- | ----------------------------------------------- | ------------------------------------------------- | --------------------------------------------- | ---------------------------- | --------------------------------- | ----------- |
| 131 | «Прямая угроза» «Битва за роль»                 | Эндрю Брукс Байрон Докинс                         | Джессика Боруцки Патрик Пакула                | 30 мая 2022                  | 27 июня 2022                      | 601         |
| 132 | «Don’t Escar-Go» «Двойная шалость»              | Уитни Ветта Джефф Сэйерс                          | Джессика Боруцки Патрик Пакула                | 11 марта 2022                | ― 28 июня 2022                    | 602         |
| 133 | «Обнови Флипа» «Призраки по вызову»             | Кевин Салливан Эрика Истрич                       | Джессика Боруцки Патрик Пакула                | 18 марта 2022                | 29 июня 2022                      | 603         |
| 134 | «Спасём Роял Вудс!»                             | Байрон Докинс, Уитни Ветта                        | Джессика Боруцки                              | 1 июля 2022                  | 10 мая 2023 (Go3)                 | 604         |
| 135 | «Час презрения» «Musical Chairs»                | Эндрю Брукс Джефф Сэйерс                          | Патрик Пакула                                 | 25 марта 2022                | 30 июня 2022 ―                    | 605         |
| 136 | «Охота на жука» «Великая ярость»                | Кевин Салливан Келли Гриффин                      | Джессика Боруцки Патрик Пакула                | 1 апреля 2022                | 1 июля 2022                       | 606         |
| 137 | «Лови сенсацию» «Глаз-алмаз»                    | Байрон Докинс Уитни Ветта                         | Джессика Боруцки Патрик Пакула                | 8 апреля 2022                | 14 мая 2023 19 сентября 2022      | 607         |
| 138 | «Засада на кухне» «Без дивана никуда»           | Эндрю Брукс Джефф Сэйерс                          | Джессика Боруцки Патрик Пакула                | 15 апреля 2022               | 20 сентября 2022 21 сентября 2022 | 608         |
| 139 | «Кто смеётся последним?» «Страх руля»           | Кевин Салливан Мэттью Малак                       | Джессика Боруцки Патрик Пакула                | 17 июня 2022                 | 23 сентября 2022 22 сентября 2022 | 609         |
| 140 | «Так себе лагерь» «Ошибки ночёвки»              | Байрон Докинс Уитни Ветта                         | Джессика Боруцки Патрик Пакула                | 10 июня 2022                 | 27 сентября 2022 26 сентября 2022 | 610         |
| 141 | «Кот-астрофа» «Призовой боец»                   | Рокси Саймонс Кевин Салливан                      | Джессика Боруцки Патрик Пакула                | 24 июня 2022                 | 19 сентября 2023 (Go3)            | 611         |
| 142 | «Ловушка времени!»                              | Эндрю Брукс, Джефф Сэйерс                         | Джессика Боруцки, Патрик Пакула               | 3 июня 2022                  | 13 ноября 2022                    | 612         |
| 143 | «Проваленный экзамен» «Каламбулочки»            | Байрон Докинс Уитни Ветта                         | Джессика Боруцки Джаред Морган                | 5 сентября 2022 8 июля 2022  | 17 ноября 2022                    | 613         |
| 144 | «Свет, камера, ядерная реакция» «Food Courting» | Эндрю Брукс Кевин Салливан                        | Джессика Боруцки Джаред Морган                | 15 июля 2022 8 июля 2022     | 8 ноября 2022 ―                   | 614         |
| 145 | «Спасти штаны» «Звёздное шоу»                   | Кэтлин Фэйн Эрика Истрич                          | Джессика Боруцки Патрик Пакула                | 15 июля 2022 5 сентября 2022 | 7 ноября 2022 9 ноября 2022       | 615         |
| 146 | «Икота и заботы» «Ненавистный корабль»          | Байрон Докинс Уитни Ветта                         | Джессика Боруцки Патрик Пакула                | 29 июля 2022 5 августа 2022  | 10 ноября 2022 11 ноября 2022     | 616         |
| 147 | «Так себе поддержка» «Счастливый удар»          | Рокси Саймонс Эндрю Брукс                         | Джессика Боруцки Патрик Пакула, Джаред Морган | 9 сентября 2022              | 15 ноября 2022 14 ноября 2022     | 617         |
| 148 | «Застрять в космосе» «Корона любой ценой»       | Кевин Салливан Байрон Докинс                      | Джессика Боруцки Патрик Пакула                | 16 сентября 2022             | 16 ноября 2022 17 ноября 2022     | 618         |
| 149 | «The Orchid Grief» «Достать ножи и вилки»       | Эби Вурдеман, Фил Вурдеман Алехандро Бьен-Вильнер | Джессика Боруцки Патрик Пакула                | 23 сентября 2022             | ― 13 марта 2023                   | 619         |
| 150 | «Облако Лаудов» «Чья бы машина мычала»          | Эндрю Брукс Джефф Сэйерс                          | Джессика Боруцки Патрик Пакула                | 30 сентября 2022             | 2 января 2024 (Go3) 14 марта 2023 | 620         |
| 151 | «Страшилки Грэйт-Лэйкс Сити!»                   | Кевин Салливан, Алек Швиммер                      | Джессика Боруцки, Патрик Пакула               | 21 октября 2022              | 2 января 2024 (Go3)               | 621         |
| 152 | «Опасное предложение» «Закон и порядок Линн»    | Байрон Докинс Уитни Ветта                         | Джессика Боруцки Патрик Пакула                | 25 декабря 2022              | 15 марта 2023 16 марта 2023       | 622         |
| 153 | «Снежная засада» «Snow News Day»                | Эндрю Брукс Джефф Сэйерс                          | Джессика Боруцки Патрик Пакула                | 20 декабря 2022              | 17 марта 2023 ―                   | 623         |
| 154 | «Папин день» «Мелкий ляп»                       | Хан-Йи Линг Байрон Докинс                         | Джессика Боруцки Патрик Пакула                | 8 мая 2023 9 мая 2023        | 5 июня 2023                       | 624         |
| 155 | «Мода под угрозой» «Отель ужасов»               | Аделин Коланджело Уитни Ветта                     | Джессика Боруцки Патрик Пакула                | 10 мая 2023 11 мая 2023      | 6 июня 2023 7 июня 2023           | 625         |
| 156 | «Шкафчики раздора» «Любовь пахнет»              | Эндрю Брукс Джефф Сэйерс                          | Джессика Боруцки Патрик Пакула                | 15 мая 2023 16 мая 2023      | 8 июня 2023 9 июня 2023           | 626         |

### Седьмой сезон (2023—2024)
| №   | Название                                                              | Автор(ы) сценария                | Режиссёр(ы)                                  | Показ в США                       | Показ на NickToons                   | Произв. код |
| --- | --------------------------------------------------------------------- | -------------------------------- | -------------------------------------------- | --------------------------------- | ------------------------------------ | ----------- |
| 157 | «Пробуждая историю» «Пранки на максимум»                              | Эндрю Брукс Кэтлин Фэйн          | Джессика Боруцки Патрик Пакула               | 17 мая 2023 18 мая 2023           | 10 октября 2023 9 октября 2023       | 701         |
| 158 | «Детская песня» «Сила привычки»                                       | Байрон Докинс Кевин Салливан     | Джессика Боруцки Патрик Пакула               | 22 мая 2023 23 мая 2023           | 11 октября 2023 23 января 2024 (Go3) | 702         |
| 159 | «Сладкая мука» «Maстер иллюзий»                                       | Аделин Коланджело Мишель Хэнтман | Джессика Боруцки Патрик Пакула               | 24 мая 2023 25 мая 2023           | 12 октября 2023 13 октября 2023      | 703         |
| 160 | «Последний день рождения» «Крутые типы»                               | Кэтлин Фэйн Эндрю Брукс          | Патрик Пакула Джессика Боруцки               | 28 сентября 2023 7 сентября 2023  | 16 октября 2023 17 октября 2023      | 704         |
| 161 | «Лауды в пути: Дорога в Чудесариум»                                   | Байрон Докинс, Аделин Коланджело | Джессика Боруцки, Патрик Пакула              | 14 июля 2023                      | - 26 октября 2023 - 20 ноября 2023   | 705         |
| 162 | «Лауды в пути: Переполох в белом доме» «Лауды в пути: Горный перевал» | Кевин Салливан Мишель Хэнтман    | Джессика Боруцки Патрик Пакула               | 14 июля 2023                      | 21 ноября 2023 22 ноября 2023        | 706         |
| 163 | «Лауды в пути: Не хуже Брэда» «Лауды в пути: Кукольный полдень»       | Эндрю Брукс Кэтлин Фэйн          | Джессика Боруцки Патрик Пакула               | 14 июля 2023                      | 23 ноября 2023 24 ноября 2023        | 707         |
| 164 | «Лауды в пути: Звезда экрана» «Лауды в пути: Прятки»                  | Байрон Докинс Аделин Коланджело  | Джессика Боруцки Патрик Пакула               | 14 июля 2023                      | 27 ноября 2023 28 ноября 2023        | 708         |
| 165 | «Неверный шаг» «Прохлада на переменке»                                | Кевин Салливан Эрик Штейнман     | Джессика Боруцки Патрик Пакула               | 5 сентября 2023                   | 30 мая 2024 (Go3) 18 марта 2024      | 709         |
| 166 | «Музыкальные страхи» «Постирушки»                                     | Мишель Хэнтман Эндрю Брукс       | Джессика Боруцки Патрик Пакула               | 6 сентября 2023                   | 19 марта 2024 13 августа 2024 (Go3)  | 710         |
| 167 | «Не бросим Фургзиллу» «Подножка от спонсоров»                         | Байрон Докинс Аделин Коланджело  | Джессика Боруцки Патрик Пакула               | 11 сентября 2023 12 сентября 2023 | 20 марта 2024 21 марта 2024          | 711         |
| 168 | «Перья вдрызг» «Неспящие в Роял Вудс»                                 | Кевин Салливан Уитни Ветта       | Джессика Боруцки Патрик Пакула               | 13 сентября 2023 14 сентября 2023 | 22 марта 2024 25 марта 2024          | 712         |
| 169 | «Кино и ферма» «На всех Линн не напасёшься»                           | Мишель Хэнтман Джефф Сэйерс      | Джессика Боруцки Патрик Пакула               | 16 января 2024 17 января 2024     | 30 апреля 2024 26 марта 2024         | 713         |
| 170 | «Прощай, Таня» «Что лежит под землёй»                                 | Эндрю Брукс Байрон Докинс        | Джессика Боруцки Патрик Пакула               | 18 января 2024 22 января 2024     | 24 июня 2024 25 июня 2024            | 714         |
| 171 | «Падение инспектора» «Один на миллион»                                | Аделин Коланджело Кевин Салливан | Джессика Боруцки Патрик Пакула               | 23 января 2024 24 января 2024     | ТВА                                  | 715         |
| 172 | «Ужас класса» «Добро пожаловать на кукольный грабёж»                  | Уитни Ветта Мишель Хэнтман       | Джессика Боруцки Патрик Пакула               | 25 января 2024 3 июня 2024        | 26 июня 2024 27 июня 2024            | 716         |
| 173 | «Это была драка перед Рождеством»                                     | Эндрю Брукс, Байрон Докинс       | Джессика Боруцки, Патрик Пакула              | 1 декабря 2023                    | 29 августа 2024                      | 717         |
| 174 | «Заключим сделку» «Блюдо-мечта»                                       | Аделин Коланджело Кевин Салливан | Джессика Боруцки, Колтон Дэвис Патрик Пакула | 3 июня 2024 4 июня 2024           | 28 июня 2024 1 июля 2024             | 718         |
| 175 | «Умолять, одолжить, украсть Стила» «Да будет грязь»                   | Кэтлин Фэйн Джефф Сэйерс         | Джессика Боруцки Патрик Пакула               | 4 июня 2024 5 июня 2024           | 2 июля 2024 10 июля 2024             | 719         |
| 176 | «Школа загадок» «Любимый тенор»                                       | Эндрю Брукс Байрон Докинс        | Джессика Боруцки Патрик Пакула               | 5 июня 2024 6 июня 2024           | 3 июля 2024 4 июля 2024              | 720         |

### Восьмой сезон (2024—2025)
| №      | Название                                  | Автор(ы) сценария                                    | Режиссёр(ы)                               | Показ в США                   | Показ на Nick CEE               | Произв. код |
| ------ | ----------------------------------------- | ---------------------------------------------------- | ----------------------------------------- | ----------------------------- | ------------------------------- | ----------- |
| 177    | «Возвращение домой» «Готовка на скорость» | Аделин Коланджело Кевин Салливан                     | Джессика Боруцки Патрик Пакула            | 10 июня 2024 11 июня 2024     | 4 ноября 2024 5 ноября 2024     | 801         |
| 178    | «Стальной гром» «Осторожнее с желаниями»  | Уитни Ветта Джефф Сэйерс                             | Джессика Боруцки Патрик Пакула            | 12 июня 2024 13 июня 2024     | 6 ноября 2024 7 ноября 2024     | 802         |
| 179    | «Скажет только мимика» «Победный дух»     | Эндрю Брукс Байрон Докинс                            | Джессика Боруцки, Анна Хилл Патрик Пакула | 17 июня 2024 18 июня 2024     | 10 февраля 2025 11 февраля 2025 | 803         |
| 180    | «Тодд под прикрытием» «При любой погоде»  | Аделин Коланджело Кевин Салливан                     | Джессика Боруцки Патрик Пакула            | 19 июня 2024 20 июня 2024     | 12 февраля 2025 13 февраля 2025 | 804         |
| 181    | «Время вспомнить»                         | Уитни Ветта, Джефф Сэйерс                            | Джессика Боруцки, Патрик Пакула           | 11 июля 2025                  | 28 октября 2024                 | 805         |
| 182    | «Не твоё дело» «Альпинизм»                | Эндрю Брукс Байрон Докинс                            | Джессика Боруцки Патрик Пакула            | 18 июля 2025                  | 29 октября 2024 30 октября 2024 | 806         |
| 183    | «Кусочек Трансильвании» «Греция»          | Аделин Коланджело Кевин Салливан                     | Джессика Боруцки Патрик Пакула            | 25 июля 2025                  | 31 октября 2024 1 ноября 2024   | 807         |
| 184    | «Кара небесная» «Запах денег»             | Уитни Ветта Джефф Сэйерс                             | Джессика Боруцки Патрик Пакула            | 12 ноября 2024                | 14 февраля 2025 17 февраля 2025 | 808         |
| 185    | «Гири и кастрюли» «Погоня за слухами»     | Эндрю Брукс Байрон Докинс                            | Джессика Боруцки Патрик Пакула            | 13 ноября 2024 14 ноября 2024 | 18 февраля 2025 19 февраля 2025 | 809         |
| 186    | «Слабое звено» «Королева продаж»          | Аделин Коланджело Мишель Хэнтман                     | Джессика Боруцки Патрик Пакула            | 18 ноября 2024 19 ноября 2024 | 20 февраля 2025 21 февраля 2025 | 810         |
| 187188 | «Близкие контакты ботанского рода»        | Уитни Ветта, Джефф Сэйерс Эндрю Брукс, Байрон Докинс | Джессика Боруцки, Патрик Пакула           | 23 октября 2024               | 27 октября 2025                 | 811 812     |
| 189    | «Проблемы кипят» «Липучка и я»            | Аделин Коланджело Мишель Хэнтман                     | Джессика Боруцки Патрик Пакула            | 20 ноября 2024 21 ноября 2024 | 26 мая 2025 27 мая 2025         | 813         |

### Девятый сезон (2025—н.в.)
| №   | Название                                  | Автор(ы) сценария                | Режиссёр(ы)                     | Показ в США    | Показ на Nick CEE                 | Произв. код |
| --- | ----------------------------------------- | -------------------------------- | ------------------------------- | -------------- | --------------------------------- | ----------- |
| 190 | «Нашарить будущее» «Самый опасный геймер» | Уитни Ветта Джефф Сэйерс         | Джессика Боруцки Патрик Пакула  | ТВА            | 28 мая 2025 29 мая 2025           | 901         |
| 191 | «Merry Diss-mass» «Just Snow with It»     | Байрон Докинс Эндрю Брукс        | Джессика Боруцки Патрик Пакула  | ТВА            | ТВА                               | 902         |
| 192 | «Мур-мама с мур-папой» «Дом, милый дом»   | Аделин Коланджело Кевин Салливан | Джессика Боруцки Патрик Пакула  | ТВА            | 30 мая 2025 2 июня 2025           | 903         |
| 193 | «Животное помешательство» «Наручники»     | Уитни Ветта Эндрю Брукс          | Джессика Боруцки Патрик Пакула  | ТВА            | 3 июня 2025 4 июня 2025           | 904         |
| 194 | «Супербал» «Пчелиный феномен»             | Джефф Сэйерс Байрон Докинс       | Джессика Боруцки Патрик Пакула  | ТВА            | 5 июня 2025 6 июня 2025           | 905         |
| 195 | «Rough Patch» «The GLOAT»                 | Аделин Коланджело Кевин Салливан | Джессика Боруцки Патрик Пакула  | ТВА            | 29 сентября 2025 30 сентября 2025 | 906         |
| 196 | «The Kanga-ruse» «The Walking Bed»        | Уитни Ветта Джефф Сэйерс         | Джессика Боруцки Патрик Пакула  | ТВА            | 1 октября 2025 2 октября 2025     | 907         |
| 197 | «Hologram Jam» «Ship Wreckers»            | TBA                              | TBA                             | ТВА            | 6 октября 2025 7 октября 2025     | 908         |
| 198 | «Writer's Retreat» «Sick as a Dad»        | TBA                              | TBA                             | ТВА            | 8 октября 2025 9 октября 2025     | 909         |
| 199 | «Gags to Riches» «Sole Searching»         | TBA                              | TBA                             | ТВА            | TBA                               | 910         |
| 200 | «Hamalot» «Garbage Dumped»                | TBA                              | TBA                             | ТВА            | TBA                               | 911         |
| 201 | «Swimming Fools» «Stage Combat»           | TBA                              | TBA                             | ТВА            | TBA                               | 912         |
| 202 | «Summer Camp: Ticked Off»                 | Уитни Ветта, Джефф Сэйерс        | Джессика Боруцки, Патрик Пакула | 1 августа 2025 | TBA                               | 913         |

### Десятый сезон (2025—н.в.)
| №   | Название                                                              | Автор(ы) сценария                | Режиссёр(ы)                   | Показ в США     | Показ на Nick CEE | Произв. код |
| --- | --------------------------------------------------------------------- | -------------------------------- | ----------------------------- | --------------- | ----------------- | ----------- |
| 203 | «Summer Camp: The Grate Outdoors» «Summer Camp: Don't Lose Your Cool» | Эндрю Брукс Байрон Докинс        | Джессика Боруцки Колтон Дэвис | 8 августа 2025  | ТВА               | 1001        |
| 204 | «Summer Camp: Treasure Haunt» «Summer Camp: Brawl of the Wild»        | Аделин Коланджело Кевин Салливан | Джессика Боруцки Колтон Дэвис | 15 августа 2025 | ТВА               | 1002        |
| 205 | «Spy Dames» «Cupid's Harrow»                                          | ТВА                              | ТВА                           | ТВА             | ТВА               | 1003        |
| 206 | «Clyde Can't Decide» «Shred of Evidence»                              | TBA                              | TBA                           | TBA             | ТВА               | 1004        |
| 207 | «The Big Move» «Personal Train Wreck»                                 | ТВА                              | ТВА                           | ТВА             | ТВА               | 1005        |

## Роли озвучивали
| Персонаж                                   | Оригинальное озвучивание |
| Линкольн Лауд                              | Грант Палмер (с 1 по 22 эпизод) Колин Дин (с 1 по 3 сезоны до серии «Дом вранья», короткая серия «Speaking Sibling») Текс Хэммонд(с 3 по 4 сезоны; до серии «Room and Hoard») Ашер Бишоп (4 сезон — 6 сезон; с серии "Wheel and Deal ") Бентли Гриффин (6 сезон — 7 сезон; с серии "Спасём Роял Вудс!") Сойер Коул (с 7 сезона - по наст. время) |
| Лори Лауд                                  | Катрин Табер |
| Лени Лауд                                  | Лилиана Муми |
| Луна Лауд                                  | Ника Футтерман |
| Луан Лауд                                  | Кристина Пучелли |
| Линн Лауд                                  | Джессика Ди Чикко |
| Люси Лауд                                  | Джессика Ди Чикко |
| Лана Лауд                                  | Грей Делайл |
| Лола Лауд                                  | Грей Делайл |
| Лиза Лауд                                  | Лара Джилл Миллер |
| Лили Лауд                                  | Грей Делайл |
| Клайд Макбрайд                             | Калил Харрис Андре Робинсон (3 сезон; с серии «Поэтическое волнение») Джазир Бруно (6 сезон; с серии «Present Danger») Джейден Уайт |
| Линн Лауд-старший                          | Брайан Степанек |
| Рита Лауд                                  | Джилл Тэлли |
| Миссис Джонсон                             | Сьюзан Блэксли |
| Альберт «Пап-Пап»                          | Фред Уиллард |
| Флип                                       | Джон Димаджио |
| Мистер Гроус                               | Джон Димаджио |
| Мик Шляггер                                | Джефф Беннетт |
| Говард МакБрайд                            | Майкл Макдональд |
| Гарольд МакБрайд                           | Уэйн Брейди |
| Никки                                      | Натали Колин |
| Дэрси                                      | Мэриэл Шитс |
| Пэм (женщина средних лет)                  | Грей Делайл |
| Миссис Бернардо                            | Грей Делайл |
| Бекки (девушка-подросток)                  | Лара Джилл Миллер |
| Хэтти                                      | Лара Джилл Миллер |
| Дана                                       | Лара Джилл Миллер |
| Лиам Ханникет                              | Лара Джилл Миллер |
| Эйдан                                      | Кристина Пучелли |
| Пейдж                                      | Кристина Пучелли |
| Тренер Ниблик                              | Даран Норрис |
| Карли Миллер                               | Энни Сертич |
| Пэм Фокс                                   | Грей Делайл (в качестве безымянного персонажа, в титрах имя Пэм не указывалось) Катрин Табер (с серии «Супер-нянька») |
| Диана                                      | Крисси Кэннон |
| Мигель                                     | Тонатью Элизарраз |
| Пола                                       | Кри Саммер |
| Спенсер                                    | Оги Бэнкс |
| Мисс Аллегра                               | Деби Дерриберри |
| Тётя Пэм                                   | Деби Дерриберри |
| Эмма                                       | Эванжелина Ломелино |
| Тренер Паковски                            | Джефф Беннетт |
| Берни                                      | Фред Таташор |
| Сеймур                                     | Роб Полсен |
| Актёры, озвучивающие спин-офф «Касагранде» | Актёры, озвучивающие спин-офф «Касагранде» |
| Ронни Энн Сантьяго                         | Бреанна Иде (с 1 по 3 сезоны; основной сериал) Изабелла Альварес (4 сезон; основной сериал; спин-офф «Касагранде») |
| Бобби Сантьяго                             | Карлос Пена |
| Мария Сантьяго                             | Сумали Монтано |
| Роза Касагранде                            | Соня Манзано |
| Гектор Касагранде                          | Рубен Гарфиас |
| Карлос Касагранде                          | Карлос Алазраки |
| Фрида Касагранде                           | Роксана Ортега |
| Карлота Касагранде                         | Алекса Вега |
| Карлино Касагранде                         | Алекс Казарес |
| Сиджей Касагранде                          | Джаред Козак |
| Серхио                                     | Карлос Алазраки |
| Карлитос Касагранде                        | Роксана Ортега (с 2 по 4 сезоны, спин-офф Касагранде до серии «Пародист»), Кристина Милиция (спин-офф Касагранде — н.в.; с серии «Пародист») |
| ------------------------------------------ | --- |

В других ролях (оригинал): Тревор Дивэлл, Сэйнти Нелсен, Роб Полсен, Тара Стронг, Лорен Том, Джефф Беннетт, Филес Семплер, Дэвид Чен, Келли Джин Бэгли, Эванжелина Ломелино, Сабрина Фест, Энни Сертич, Крисси Кэннон, Дино Андраде, Сирена Ирвин, Билли Бойд и Ян Джеймс Корлетт.

## Полнометражный фильм
20 августа 2021 года на платформе Netflix вышел полнометражный фильм компании Nickelodeon Animation Studio и Nickelodeon Movies, основанный на мультсериале под названием «Мой шумный дом: Фильм». Режиссёром этого фильма стал Дэйв Нидхэм, а продюсерами стали Крис Савино, Карен Малах, Иэн С. Мюррэй, Джек Петрик, Крис Вискарди, Майк Рубинер, Брайан Оливер, Дарлен Каамано, Джонатан Джадж и Мелисса Кобб. Сюжет этого мультфильма заключается в том, что Линкольн Лауд, вместе со своими родителями и 10 сёстрами, отправляется в Шотландию и узнаёт, что его семья принадлежит к знатному роду.
26 апреля стало известно, что 21 июня 2024 года (в США) выйдет полнометражный мультфильм в жанре шпионажа «Мой шумный дом: Не время шпионить».